# 花の鎖
『花の鎖』（はなのくさり）は、湊かなえによる日本の小説。『別册文藝春秋』（文藝春秋）にて2010年1月号から11月号まで連載され、2011年3月に刊行された。
「雪」「月」「花」の字を名前に持つ3人の女性、美雪・紗月・梨花を主人公に、それぞれの「花の記憶」と共にその生き方が描かれた物語になっている。また、その3人の女性の人生に影を落とす謎の男・Kの正体を巡るミステリでもある。
本作はテレビドラマ化されており、2013年9月17日にフジテレビほかで放送された。

## あらすじ
3年前に両親を亡くし、祖母と二人暮らしの梨花。講師として働いていた英会話教室が経営破綻し仕事を失った矢先に、祖母がガンで入院してしまう。金銭的に厳しい状況にあり、祖母の手術費を前に困窮していたところ、生前の母に毎年同じ日に花束を送り続け、両親の死後も経済的な援助を申し出てくれた「K」という人物を思い出す。本名も素性も知らない謎の人物・Kに対し、すがる思いで手紙を出すことにする。
伯父が役員を務める建設会社の同僚・和弥と職場結婚した美雪。夫婦仲は良好だが、結婚して3年が経っても子宝に恵まれないことに悩んでいた。そんなある日、設計士を夢見ていた和弥が、美雪のいとこ・陽介が立ち上げた建築事務所に転職することになる。しかし、任せられたのはまたしても営業職だった。それを気にせずに毎日寝る間も惜しんで仕事に励む和弥を、美雪は献身的に支えることにする。
水彩画の講師として働きながら、和菓子屋でアルバイトをする紗月。絶縁していた短大時代の同級生・希美子から手紙が届き、5年ぶりに再会する。そこで、希美子の夫・浩一を助けて欲しいと懇願される。浩一とはかつて互いに想い合っていたが、ある理由から破局していた。希美子の願いを受け入れるべきかどうか葛藤する紗月は、水彩画教室を開く公民館の職員・前田に誘われ、過去の因縁を断ち切るために八ヶ岳に登る決意をする。
果たしてこの3人の女性の繋がりは一体何か、そして彼女たちの人生に共通して影を落とす人物・Kの正体とは？

## 舞台
アカシア商店街
本作の主な舞台。地方都市から在来線で30分ほどの田舎町にある商店街。5年前に国道沿いにショッピングセンターができてから、シャッターが下りている店が増えつつある。商店街の中央にある創業80年の老舗和菓子屋「梅香堂」とその名物「きんつば」は、作中何度も登場する。英会話スクールは山本生花店の二階にあった。

## 登場人物

### 主要人物
梨花（27）
「花」の主人公。
英会話スクール「JAVA」で講師として勤務していたが、突然経営破綻して職を失ってしまう。
3年前に両親が事故で亡くなって以来、祖母と二人暮らしをしていた。
幼い頃から、「K」という人物から母親宛てに毎年大きな花束が贈られており、両親の死後には経済援助の申し出があったが、既に就職していたため断った。職を失ったのと、祖母が胃癌で入院することになった時期が重なり、Kに金銭援助を願い出る。
美雪（23）
「雪」の主人公。
母方の伯父が役員を務める建設会社に事務員として就職。3年前に、伯父の紹介で同僚の和弥と見合い結婚する。実は、仕事のミスをカバーしてくれた和弥に恋をしていた。結婚後は、良好な夫婦関係を築いているものの、3年が経過しても子供が出来ないことに悩む。
和弥の転職に伴い、アカシア商店街のある町へ引っ越してきた。
紗月（25）
「月」の主人公。
イラストレーターとして画集を出版したり、公民館の水彩画教室で講師を勤めたりしているが、それだけでは収入が少ないため和菓子屋「梅香堂」でアルバイトをしている。
父親は産まれる前に亡くなっており、母親に女手ひとつで育てられた。母親は、定食屋で働いている。
高校卒業後は、母の勧めで東京の短大の英文科へと進学した。希美子とは、寮のルームメイト同士だった。
学生時代から趣味で花の絵を描いており、大学卒業後に偶然、山小屋で出版社の人の目に留まり、有名な作家の山岳小説の表紙に採用された。
父親については「頭が良くて、山が好き」だったとしか聞いていない。
週に1度、公民館主催の「花の水彩画教室」の講師を務める。また、イラストの仕事だけでは収入が少ないため、週に4日は「梅香堂」でアルバイトをする。

### その他
香西 路夫（かさい みちお）
日本のピカソと呼ばれた画家。大方の人間が「理解不能」な絵を描いた。
深い青色で描かれた作品が多い前期は「藍の時代」、鮮やかな赤色の作品が多い後期は「緋の時代」と呼ばれる。『未明の月』という作品のみは分かりやすい風景画である。
梨花の関係者
健太（けんた）
「山本生花店」店員。梨花とは小中高の同級生で、家業の花屋を継いだ。
K
生前の梨花の母親に豪華な花束を年に1度送り続けていた人物。かつて、Kから依頼の電話を受けたことのある健太の父親によると、渋い声の男性であり、花束の値段は8万円相当であるという。梨花の父親も祖母も容認し、大量の花を皆で手分けして家中に飾っていた。
秘書
Kの息子。
Kに金銭援助を求めてきた梨花と対面した際、「梨花の母親は父の愛人であった」と梨花を罵る。
専務
Kの会社の専務。
梨花の祖母の見舞いに訪れる。
美雪の関係者
和弥（かずや）
美雪の6歳年上の夫。建設会社の営業職。美雪の従兄・陽介とは大学の同級生。
元々、設計の仕事がしたかったこともあり、陽介に誘われ、彼が立ち上げた建築事務所に転職する。自分が引いた図面には「K」とサインを入れる。
加代（かよ）
美雪の幼なじみ。
陽介（ようすけ）
美雪の伯父の息子（従兄）。和弥とは大学の同級生。
東京の大学院生だった時、夏美と結婚した。
大学院修了後、父の会社に就職するも、約1年で父の反対を押し切り、独立し建築事務所を設立した。
夏美（なつみ）
陽介の妻。
結婚して数年経っても子宝に恵まれない美雪の気持ちを慮らない言動をするなど、デリカシーに欠けたところがある。
森山 清志（もりやま きよし）
建築事務所の事務員。20歳。
工務店で現場の仕事をしていたが、和弥が職員の募集をかけた際、工務店の主任の紹介で転職した。自分の家を一から建てるのが夢。
紗月の関係者
前田明生（まえだ）
公民館職員。
紗月と希美子の口論の現場に居合わせ、希美子の頼みを叶えるために、紗月と共に八ヶ岳へ登る。
希美子（きみこ）
紗月の東京の短大時代の同級生で、寮の同室者。
夫・浩一を助けて欲しいと紗月に求める。紗月への手紙の差出人名を「K」と記す。
短大時代、倉田と浩一を巡って、紗月を一方的にライバル視していた。
倉田遥（くらた）
紗月と希美子と同じ寮の先輩。
希美子をW大学の山岳同好会に勧誘し、結果的に紗月も入会した。紗月から人柄を「高山植物の女王」であるコマクサにたとえられる。
香西路夫のファン。
浩一（こういち）
希美子の夫。紗月の元恋人。山岳同好会の先輩。
紗月は初対面の時、なぜか「お父さん」と呼んでしまい、面白がったメンバーらによって「娘」と認定された。

## 書誌情報
- 単行本：湊かなえ 『花の鎖』（296ページ） 文藝春秋、2011年3月8日発行、ISBN 978-4-16-329970-9
- 文庫[1] ：湊かなえ 『花の鎖』（368ページ） 文春文庫、2013年9月3日発行、ISBN 978-4-16-786001-1

## テレビドラマ
『花の鎖』のタイトルでテレビドラマ化。2013年9月17日（火曜） 21:00 - 23:13 にフジテレビ系列で放送。中谷美紀、松下奈緒、戸田恵梨香のトリプル主演作となっている。

### キャスト

#### 1965年
- 高野美雪 - 中谷美紀
- 高野和弥 - 筒井道隆
- 北神陽介 - 丸山智己
- 北神夏美 - 佐藤仁美
- 森山清志 - 阿部力
- 梅原太一〈5〉 - 森田悠義
- 高野紗月〈2〉 - 志村美空
- 梅原直子 - 青谷優衣
- 橋本麗香、山野史人、小杉幸彦、坂口進也、高間智子、福田伸昭、吉本選江

#### 1986年
- 高野紗月 - 戸田恵梨香
- 北神浩一 - 松坂桃李
- 前田明生 - 水橋研二
- 小川希美子 - 佐津川愛美
- 倉田遥 - 野村麻純
- 梅原太一〈26〉 - 北村友彦
- 前田梨花〈2〉 - 新井美羽
- 村上哲也（医師） - 吉家章人
- 黒澤はるか、いそむら智彦

#### 2013年
- 前田梨花 - 松下奈緒
- 山本健太 - 要潤
- 北神陽介 - 勝部演之
- 北神夏美 - 高林由紀子
- 北神希美子 - 比企理恵
- 山本大輔 - 山崎大輔
- 梅原太一〈53〉 - 原金太郎
- 森山清志（専務） - 篠田三郎
- 高野美雪 - 草笛光子
- 横堀悦夫、土屋美穂子、浅野真哉、中原聖恵、居相裕、渡辺優美

### スタッフ
- 原作 - 湊かなえ『花の鎖』（文藝春秋刊）
- 脚本 - 篠崎絵里子
- 音楽 - 神坂享輔
- 監督 - 中江功
- 音楽プロデュース - 千葉篤史
- 助監督 - 高橋貴司
- CG - 岡野正広
- 水彩画 - 旦保瑞香、くめまいこ
- 医療指導 - 原義明
- 建築指導 - 細谷功
- 擬闘 - 佐々木修平
- 企画協力 - 文藝春秋
- 編成企画 - 佐藤未郷、太田大
- プロデューサー - 渋谷未来、篠原茂
- プロデューサー補 - 山本梨恵
- 制作 - フジテレビ
- 制作著作 - テレパック